# B.A.N.D.
『B.A.N.D.』（ビー・エー・エヌ・ディー）は、2010年3月3日に発売された日本のオルガン器楽曲バンド、YOUR SONG IS GOODの4枚目のフルアルバム。発売元はカクバリズム/NAYUTAWAVE RECORDS。

## 解説
前作『THE ACTION』をリリースした後のYOUR SONG IS GOODは、何でもアリとなったバンドの音楽性をどうまとめていくかに、試行錯誤を繰り返した。結果、「バンドのうごめいている感じを出したい」をキーワードに、スカやカリプソを取り入れたもの、ギターポップ、パーカッション満載のアフロ・チューンなど、さまざまな曲が生まれ、このアルバムとなった。今回は、アナログ・レコーディング方式でレコーディングが行なわれた。アルバムの名前はバンドそのものが答えであるとして『B.A.N.D.』となった。
アルバム発売時のキャッチフレーズは「〈うごめいてる感＝バンド感〉を体現した、4枚目にして“フレッシュ”な、1年8ヶ月ぶりのフルアルバム!」

## 収録内容

### CD
1. B.A.N.D.
[Words&Music:JUN SAITO]（5:13）[1]
このアルバムの中で最後に出来た曲。
2. DECK O TRACK
[Music:MASATOMO YOSHIZAWA]（3:57）[1]
『THE ACTION』のレコーディング時に一度完成していた曲。
本アルバムのレコーディング時にリアレンジされた。
旧題「トロピカル・クラッシュ」。
3. CATCH-AS-CATCH-CAN
[Music:MASATOMO YOSHIZAWA]（4:07）[1]
アルバムの中で最初に出来た曲。
このアルバムを作る方向性のきっかけづくりとなった。
パーカッションが多い。
4. DANCE WITH ME
[Music:KOJI SHIRAISHI]（2:34）[1]
レコーディング時に最初に録音した曲。
アルバムの中で、一番BPMの速い曲となっている。
5. FIGHT BACK! FIGHT BACK! FIGHT BACK!
[Music:JUN SAITO]（4:36）[1]
サイトウがアルバム制作初期に悩んでいた時、「問答無用にノリまくる曲にしたれ！」と作ったもの。
6. WE ARE
[Words&Music:KOJI SHIRAISHI]（3:52）[1]
ギターポップやネオアコの切り口から作られた。
歌詞の制作に難航した結果「バンドとサラリーマンの板挟みを描いた管理職ソング」となった。
7. MR.EVERYMAN
[Music:MASATOMO YOSHIZAWA]（2:23）[1]
最初は、四つ打ちだったが、アレンジの段階で2ビートに変化。
タイトルは山口瞳の「江分利満氏の優雅な生活」から
8. ONIROKU
[Music:MASATOMO YOSHIZAWA]（4:12）[1]
「10 INCH STOMP」や「ブガルー超特急」と同じラインで作られた。
タイトルは団鬼六から。
9. OUR LIFE
[Words&Music:MASATOMO YOSHIZAWA]（3:21）[1]
6拍子のアフロ的なリズムを使った、YSIG流のアフロ・ポップ。
10. NAMAENSOU SHIMAKURI NO WEEKEND
[Music:KOJI SHIRAISHI]（3:14）[1]
場面場面で景色が変わるような曲をイメージして作られた。
11. THE LOVE SONG
[Words&Music:JUN SAITO]（4:44）[1]
MVが制作されている。
12. UNBREAKABLE
[Music:JUN SAITO]（6:48）[1]
仮題「SAD」。アルバムで一番長尺な曲。
タイトルは決して壊れない何かという希望を込めて付けられた。
13. SIGNBOARDER TRIPPIN'
[Music:MASATOMO YOSHIZAWA]（3:00）[1]
スタジオの最寄りの駅からスタジオへ行くまでの間に、鼻歌で出来た曲。